# ラヤーティコ
ラヤーティコ（伊: Lajatico）は、イタリア共和国トスカーナ州ピサ県にある、人口約1,300人の基礎自治体（コムーネ）。

## 地理

### 位置・広がり

#### 隣接コムーネ
隣接するコムーネは以下の通り。
- キャンニ
- モンテカティーニ・ヴァル・ディ・チェーチナ
- ペッチョリ
- リパルベッラ
- テッリッチョーラ
- ヴォルテッラ

### 気候分類・地震分類
ラヤーティコにおけるイタリアの気候分類 (it) および度日は、zona D, 1831 GGである。
また、イタリアの地震リスク階級 (it) では、zona 3 (sismicità bassa) に分類される。

## 行政

### 分離集落
ラヤーティコには、以下の分離集落（フラツィオーネ）がある。
- La Sterza, Orciatico, Villaggio San Giovanni di Val d'Era